# 손곡초등학교
손곡초등학교(蓀谷初等學校)는 대한민국 경기도 용인시 수지구 동천동에 있는 공립 초등학교이다.

## 학교 연혁
- 2004년 1월 5일 학교설치조례 제3312호로 설립
- 2004년 3월 1일 초대 최의상 교장 부임
- 2004년 3월 1일 손곡초등학교 개교(19학급)
- 2004년 12월 27일 손곡초등학교 병설유치원 설립
- 2005년 2월 17일 제1회 졸업장 수여식(90명)
- 2005년 3월 2일 시업식, 입학식(32학급, 유치원 1학급 편성)
- 2006년 2월 16일 제2회 졸업장 수여식(160명-누계250명)
- 2006년 3월 2일 시업식, 입학식(34학급, 유치원 1학급 편성)
- 2007년 2월 14일 제3회 졸업장 수여식(181명-누계431명)
- 2007년 3월 2일 시업식, 입학식(36학급)
- 2008년 2월 16일 제4회 졸업장 수여식(195명-누계626명)
- 2008년 3월 3일 시업식, 입학식(39학급, 유치원 1학급 편성)
- 2009년 2월 17일 제5회 졸업장 수여식(231명-누계857명)
- 2009년 3월 1일 에너지절약 정책 연구학교
- 2009년 3월 2일 시업식, 입학식(39학급, 유치원1학급 편성)
- 2010년 2월 11일 제6회 졸업장 수여식(251명-누계1108명)
- 2010년 3월 1일 제2대 김광선 교장선생님 부임
- 2010년 3월 1일 에너지절약 정책 연구학교
- 2010년 3월 2일 시업식, 입학식(40학급ㅡ 유치원 1학급 편성)
- 2011년 2월 16일 제7회 졸업장 수여식(247명-누계1355명)
- 2011년 3월 2일 시업식, 입학식(39학급, 유치원 1학급 편성)
- 2012년 2월 14일 제8회 졸업장 수여식(224명-누계1579명)
- 2012년 3월 2일 시업식, 입학식(40학급, 유치원 1학급 편성)
- 2013년 2월 14일 제9회 졸업장 수여식(230명-누계1809명)
- 2013년 3월 1일 제3대 이근식 교장선생님 부임
- 2013년 3월 1일 창의지성혁신학년 지정
- 2013년 3월 4일 시업식, 입학식(40학급, 유치원 1학급 편성)
- 2014년 2월 14일 제10회 졸업장 수여식(210명-누계2019명)
- 2014년 3월 3일 시업식, 입학식(40학급, 유치원 1학급 편성)
- 2015년 2월 17일 제11회 졸업장 수여식(188명-누계2207명)
- 2015년 3월 2일 시업식 및 입학식(40학급, 유치원 1학급 편성)
- 2015년 6월 27일 제4대 김병동 교장선생님 부임

## 참고 자료
- 손곡초등학교 - 한국교육학술정보원 학교알리미